# Franco Harris
Pour les articles homonymes, voir Harris.
Pro Football Hall of Fame 1990
(en) Statistiques sur pro-football-reference
Franco Harris (né le 7 mars 1950 à Fort Dix dans le New Jersey et mort le 21 décembre 2022 à Sewickley (Pennsylvanie),) est un joueur professionnel américain de football américain.
Il joue au poste de running back en National Football League (NFL), la majorité de sa carrière pour la franchise des Steelers de Pittsburgh.
Il est intronisé au Pro Football Hall of Fame en 1990.

## Biographie
Son père, d'origine afro-américaine, et sa mère se rencontrent en Italie à la fin de la Seconde Guerre mondiale. Il a également un frère, Pete, qui joue au football américain à l'université.
Franco Harris rejoint le championnat universitaire et l'équipe des Nittany Lions de l'université d'État de Pennsylvanie. Les Steelers de Pittsburgh le choisissent en tant que treizième choix au premier tour de la draft de la National Football League en 1972.
Lors de sa première saison en 1972, il devient le quatrième joueur de l'histoire de la NFL à courir plus de 1 000 yards et il est le meilleur coureur de son équipe. Sporting News et United Press International le choisissent tous les deux comme meilleur joueur dans sa première saison de la NFL et il est élu MVP des Steelers. Lors de cette première saison, il inscrit également 10 touchdown dont celui permettant à son équipe de se qualifier pour la première fois pour les play-offs. Les Steelers vont tout de même perdre en finale de la American Football Conference contre les Dolphins de Miami futurs champions du Super Bowl.
Entre 1973 et 1981, il est systématiquement sélectionné pour jouer le Pro Bowl de la NFL. En 1974, il accède avec les Steelers une troisième fois consécutive aux play-offs mais cette fois-ci les Steelers se qualifient pour le Super Bowl IX qui se joue en janvier 1975. C'est la première fois que l'équipe atteint le Super Bowl et ils sont alors opposés aux Vikings du Minnesota, déjà deux fois finaliste mais jamais vainqueur. Les Steelers vont finalement remporter 6 à 16 leur première apparition dans le Super Bowl et Harris, associé à Rocky Bleier, est élu MVP du match en réussissant 158 yards de course et un touchdown sur 34 portées du ballon - les Vikings ne porteront la balle que sur un total de 17 yards.
Il joue jusqu'en 1984 avec les Steelers remportant de nouveau le Super Bowl en 1975, 1978 et 1979. Il joue sa dernière saison en 1985 avec les Seahawks de Seattle. Au total, il porte le ballon sur 12 120 yards en 2 949 portées de balle pour un total de 91 touchdowns.
Après la fin de sa carrière, il est admis au Pro Football Hall of Fame en 1990 et est choisi au sein de l'équipe type de la NFL des années 1970.